# San Mauro Pascoli
San Mauro Pascoli är en ort och kommun i provinsen Forlì-Cesena i regionen Emilia-Romagna i Italien. Kommunen hette San Mauro di Romagna fram till 1932, då den döptes om för att hedra de berömda syskonen Mariù och Giovanni Pascoli som båda föddes här. Kommunen hade 2018 12 017 invånare.